# リパスジル

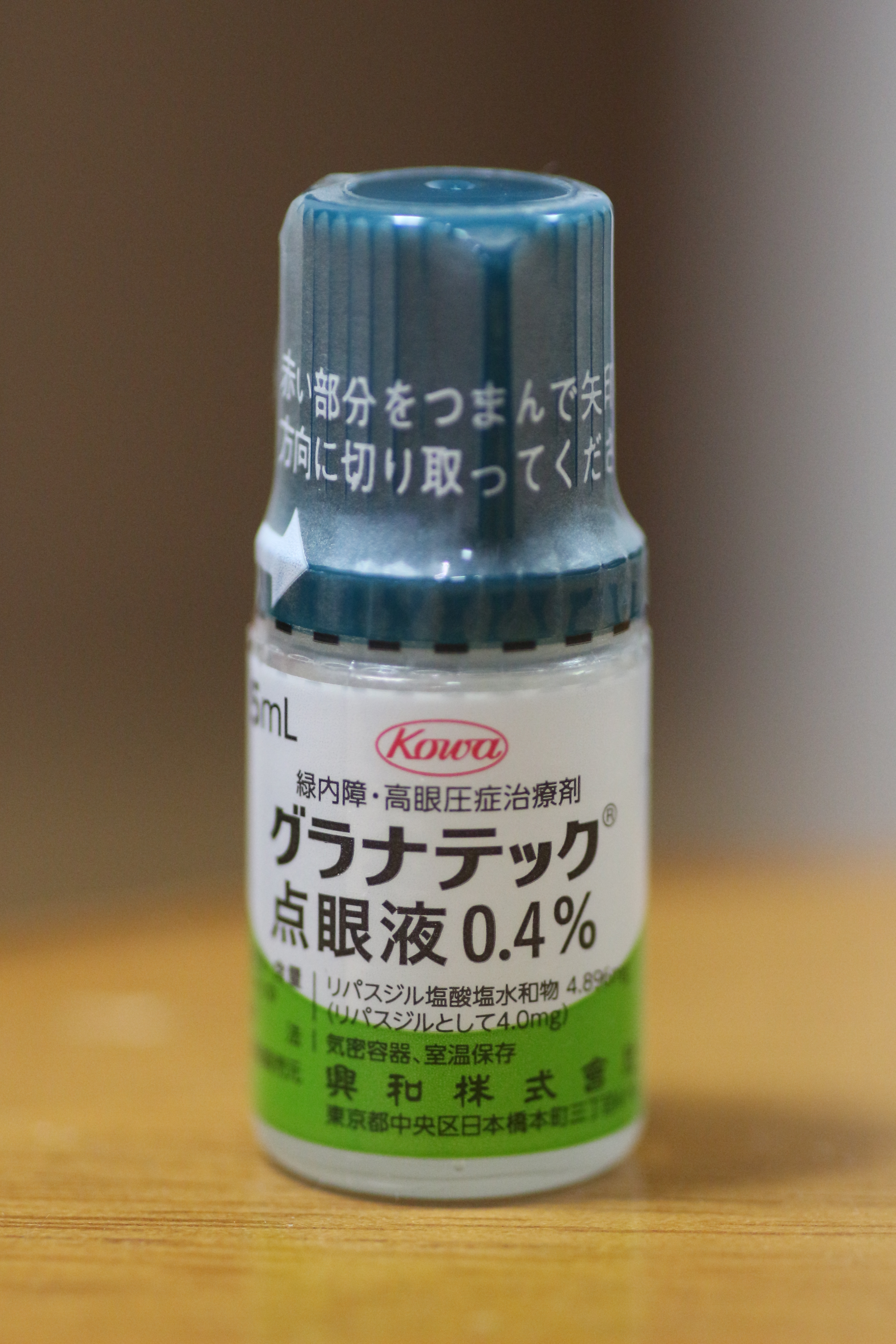
グラナテック点眼薬

リパスジル（Ripasudil）は、Rhoキナーゼ阻害剤（ROCK阻害薬）の1種。RhoキナーゼのアイソフォームのヒトROCK-1及びROCK-2に対して選択的な阻害作用を示す。眼科領域でリパスジル塩酸塩水和物（Ripasudil Hydrochloride Hydrate）として緑内障の点眼治療剤として使用される。商品名「グラナテック」（Glanatec）。糖尿病性網膜症の治療薬としても臨床試験が進められている。

## 性状
白色ないし黄白色の粉末。ジメチルスルホキシドに易溶解、水にはやや溶けやすく、エタノールには難解。分子量395.88、融点255度（分解）。製剤1mL中 リパスジル塩酸塩水和物 4.896mgを含む（リパスジルとして4.0mg）。製剤としての浸透圧比は1。添加物として無水リン酸二水素ナトリウム、グリセリン、水酸化ナトリウム、ベンザルコニウム塩化物液を含有する。

## 用途
緑内障、高眼圧症に点眼薬として使用される。緑内障は原因が完全に解明されていない疾患であるが、エビデンスが確立されている薬剤治療方法は眼圧を下げる以外にはない。眼圧を降下させることにより緑内障による視野欠損の進行を抑制することが期待できる。第一選択とされるのは、2018年現在ラタノプロストに代表されるプロスタグランジン関連薬であるが、それでも眼圧降下が不十分な症例も少なくない。プロスタグランジン関連薬やチモロールなどのβ遮断薬等の他の緑内障治療薬で効果不十分、あるいは副作用等で使用できない場合に本剤は使用される。リパスジルの点眼回数は1日2回に設定されている。

## 開発

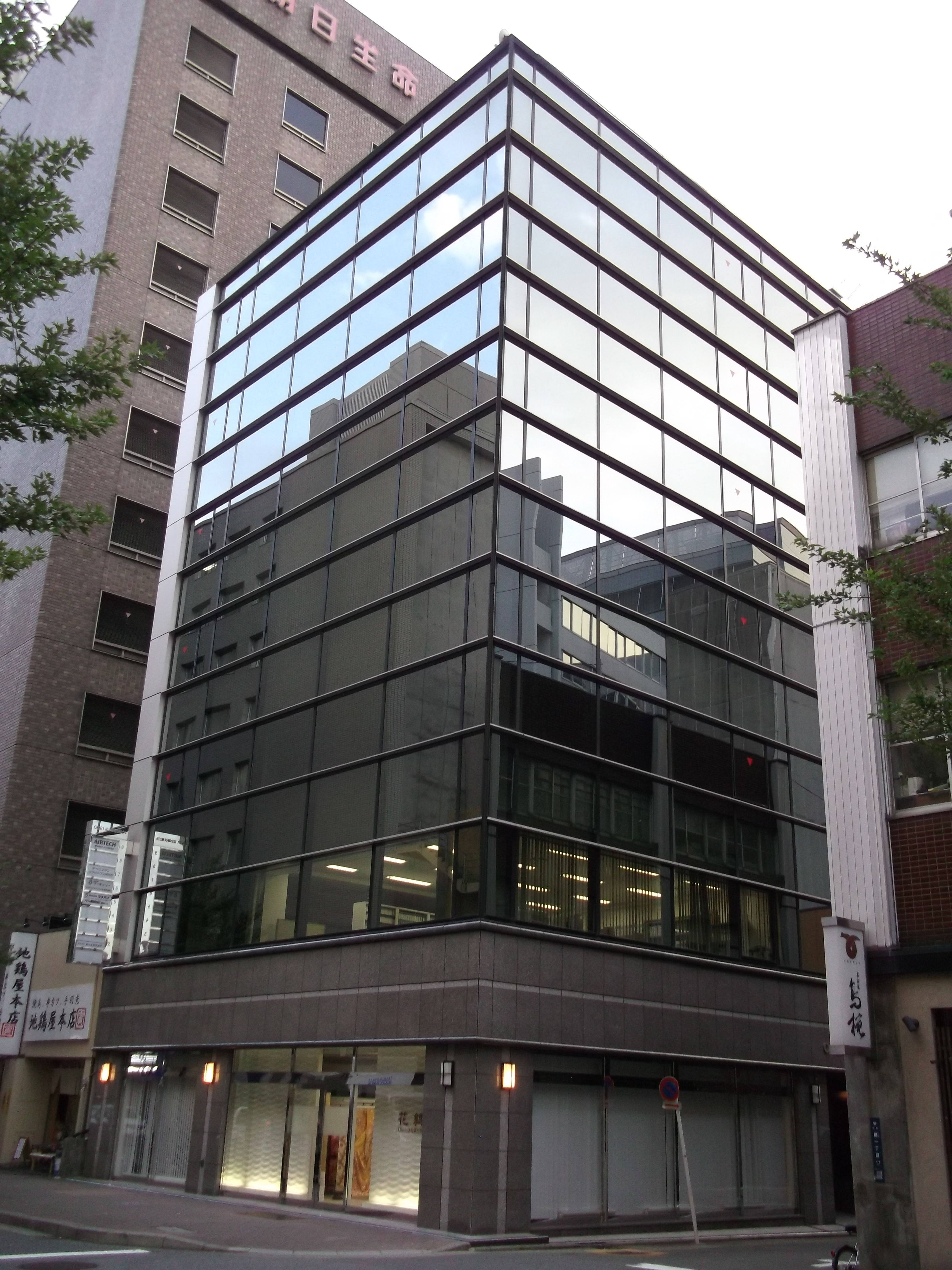
DWTI本社が入居する
CK21広小路伏見ビル（2014年10月）

全く新しい作用機序の緑内障治療薬（眼圧降下剤）として日本のデ・ウエスタン・セラピテクス研究所（略称:DWTI）で開発された。同研究所はプロテインキナーゼ関連薬を中心に開発を行っており、リパスジルは社内開発コードK-115として研究が進められた。Rhoキナーゼ阻害薬自体は、元々高血圧治療薬の候補として発見された化合物で、1995年にくも膜下出血の予後改善薬としてファスジル塩酸塩水和物（商品名「エリル」）として発売されている（日本での発売は2007年6月）。2001年、Rhoキナーゼ阻害薬に房水排出促進作用があることが報告され、2002年よりデ・ウエスタン・セラピテクス研究所が緑内障治療薬としての開発を開始している。2006年にリパスジルの国内第Ⅰ相臨床試験が始まった。2014年9月26日、商品名「グラナテック点眼液0.4％」として製造販売が承認され、同年12月よりアウトライセンスとして興和株式会社から発売された（世界初）。デ・ウエスタン・セラピテクス研究所が1999年に創設されて以来、初の商品化薬剤となった。興和がアメリカで出願した特許は2012年6月5日に登録された（登録番号第8,193,193号　「Agent for prevention or treatment of glaucoma」）。また商品名の「glanatec」はアメリカで興和の商標として登録されている。

## 作用機序
Rhoキナーゼは、プロテインキナーゼの1種であり低分子量G蛋白質であるRhoと結合するセリン・スレオニン蛋白リン酸化酵素である。1995-1996年に同定された。ミオシンホスファターゼを阻害しリン酸化したミオシン軽鎖の脱リン酸化を抑制するとされている。平滑筋の収縮や細胞の形態変化に関与しており、眼球においては毛様体筋、線維柱帯などで多く発現している。リパスジルはこのRhoキナーゼのアイソフォームのヒトROCK-1及びROCK-2を選択的に阻害し、線維柱帯やシュレム管などの流出経路からの房水流出を促進させると考えられている。

## 効果
単独使用で、フラシボ群と比較して眼圧を点眼後2時間で-2.283±0.398mmHg程度低下させる。ラタノプロストとの併用で－1.356±0.251mmHg、チモロールとの併用で－1.580mmHg程度の「上乗せ効果」が認められる。眼圧降下作用は、点眼後2時間で最大となり、9時間程度継続する。
| 投薬内容                   | 点眼前の眼圧 | 点眼2時間後の 眼圧変化量 | 症例数 |
| -------------------------- | ------------ | ------------------------ | ------ |
| ラタノプロスト +フラセボ   | -1.8         | -1.8                     | 102    |
| ラタノプロスト +リパスジル | -2.2         | -3.2                     | 101    |

| 投薬内容               | 点眼前の眼圧 | 点眼2時間後の 眼圧変化量 | 症例数 |
| ---------------------- | ------------ | ------------------------ | ------ |
| チモロール +フラセボ   | -1.5         | -1.3                     | 104    |
| チモロール +リパスジル | -2.4         | -2.9                     | 104    |

出典は。眼圧の単位はmmHg。

### 長期成績
52週までの連続投与でも眼圧下降効果は減弱しない。ただし、ラタノプロストやチモロール、リパスジル等の単独投与群の眼圧降下作用が強まる傾向がみられ、リパスジルを追加した複数製剤投与群の差は縮小した。
| 投薬内容                                        | 眼圧変化量 | ベースラインの眼圧 | 症例数 |
| ----------------------------------------------- | ---------- | ------------------ | ------ |
| リパスジル単独投与                              | -3.7±2.5   | 19.1±3.0           | 111    |
| ラタノプロスト等のPG製剤に リパスジルを更に追加 | -2.4±3.1   | 17.4±2.5           | 46     |
| チモロール等のβ遮断薬に リパスジルを更に追加    | -3.0 ±2.6  | 17.8±2.3           | 42     |
| PG製剤とβ遮断薬の合剤に リパスジルを更に追加    | -1.7±2.6   | 17.2±2.4           | 46     |

## その他の作用

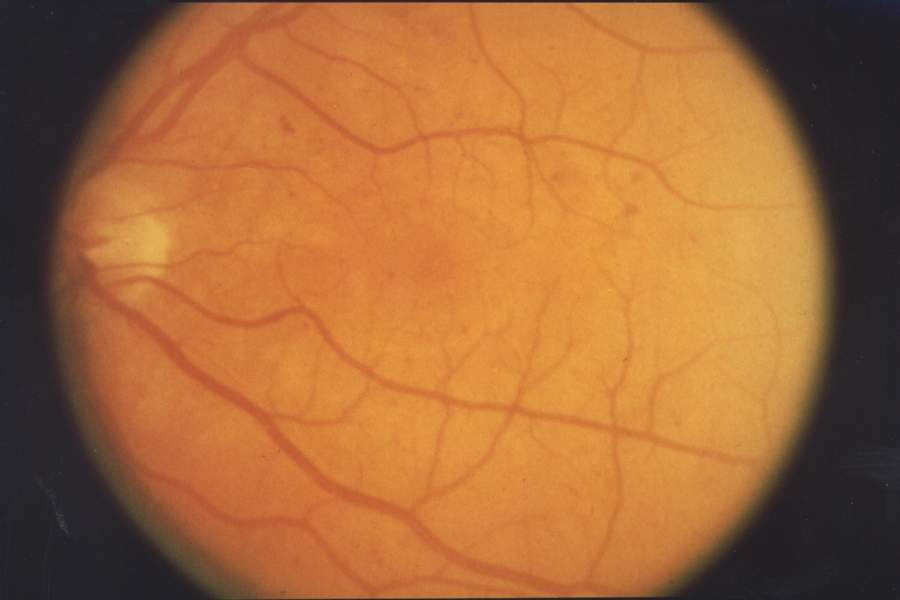
糖尿病性網膜症
網膜の浮腫と微細な新生血管を認める

強い眼圧降下作用の他に、神経保護作用をもつ。そのために「糖尿病黄斑浮腫に伴う糖尿病網膜症」の適応追加承認を得るために、臨床試験が進められている。2015年2月現在フェーズⅡの段階となっている。リパスジルには血管新生を阻害する作用があり、糖尿病網膜症だけでなく加齢黄斑変性についても動物試験で効果が認められている。また動物モデルにおいて、損傷した角膜の治癒促進と内皮細胞増殖効果があることが確認されており、白内障手術の角膜切開痕の術後経過を改善したり、角膜損傷での角膜内皮細胞数の減少防止に役立つ事が期待されている。

## 副作用
発売前の臨床試験では副作用が75.5％（662例中500例）に認められた。主な副作用として、結膜充血（69.0％）、アレルギー性を含む結膜炎（10.7％）、アレルギー性を含む眼瞼炎（10.3％）が挙げられる。頻度の少ない副作用として、角膜上皮障害（角膜びらん、点状角膜炎等）、眼そう痒、眼の異常感、眼脂、眼痛、結膜濾胞、眼圧上昇などがある。長期の投与でアレルギー性結膜炎・眼瞼炎の頻度が増加する傾向がある。高頻度に発現する結膜充血は、ROCK阻害薬の薬理作用である血管平滑筋弛緩作用によるものである。殆どは一過性の出現に留まるが、点眼のたびに出現と消退を繰り返す。アレルギー性を含む眼瞼炎や結膜炎が
重症化した場合は、投与中止が必要となる。

## 代謝
人体に継続的に点眼した場合、リパスジル自体は点眼後30分程度で迅速に体外に排出される。主代謝物のM1（イソキノリン環1位の水酸化体）は継続投与で若干の排出遅延が認められるが、それでも点眼後12時間で大部分が尿中に排出される。

## 特記事項
- 臨床試験では、使用中に角膜の厚みが減少する傾向が見られたが、この変化は可逆性であった[1]。
- 妊婦又は妊娠している可能性のある婦人、低出生体重児、新生児、乳児、幼児又は小児を対象とした臨床試験は実施されておらず、安全性は確認されていない[1]。また、母乳中への移行が確認されており、授乳中の女性についても同様である[1]。
- 製剤には防腐剤としてベンザルコニウムが添加されており[1]、リパスジルによる粘膜刺激障害のほかにベンザルコニウムによる粘膜刺激障害が存在する。またベンザルコニウムはソフトコンタクトレンズに吸着されるために、ソフトコンタクトレンズを使用時にはリパスジル製剤の点眼はできない[1]。